# Professzionális szumóosztályok
A professzionális szumóban 6 rangsorolt osztály van. A birkózókat (rikisi) a hivatalos tornákon (honbasó) nyújtott teljesítményük alapján kialakult győzelem/vereség mérlegük szerint folyamatosan előre-hátra rangsorolják ezek között. A mérlegek közötti eltérésekhez lásd a kacsi-kosi és make-kosi definíciókat. Több más küzdősporttól (például a birkózástól) eltérően a szumóban nincsenek súlycsoportok, tehát ez az egyetlen besorolási forma, amely alapján a küzdők csoportokba vannak sorolva. A rikisik az egyes osztályokon belül is rangsorolva vannak. Minél magasabb rangú egy birkózó, annál erősebb, képzettebb ellenfelekkel kell megküzdenie a tornákon. A hagyomány szerint minden rangot további, keleti és nyugati kategóriákba sorolnak, ezek közül a keleti némileg magasabb presztízsértékű a nyugatinál.
Az osztályok rangsora csökkenő sorrendben:

## Makuucsi

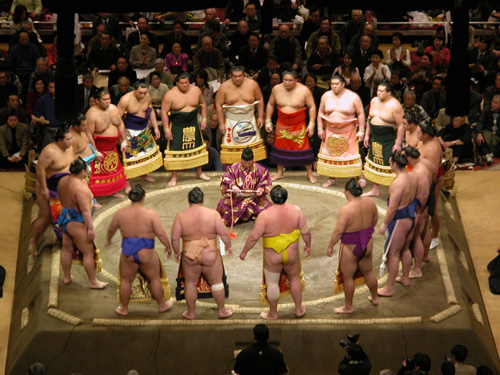
Makuucsi dohjó-iri (belépési ceremónia)

A makuucsi (幕内), más néven makunoucsi (幕の内) a szumó legfelső osztálya, ebben 42 birkózó van. A makuucsi tetejét a szanjakuk ("címvédő" vagy "bajnok") foglalják el, ők a következő rangú birkózók csökkenő sorrendben: jokozuna, ózeki, szekivake és komuszubi. Általában 8-12 szumós birtokolja ezeket a rangokat, az osztály többi tagja maegasira rangú, ezek sorszámozottak 1-től fölfelé, az 1. a legmagasabb rang. Ez az egyetlen osztály, melyet az NHK kétnyelvű (japán és angol) kommentárral ellátva közvetít. Az alacsonyabb osztályok versenyét műholdas adáson sugározzák.
A makuucsi szó szerinti fordításban "függönyön belül"-t jelent. Ez egy utalás a szumó történetének korai szakaszára, amikor is a legmagasabb rangú birkózók egy függönnyel elkerített részen ülhettek az összecsapások előtt.
Kissé megtévesztően a makuucsi szó bizonyos szempontból egyszerre jelenti a makuucsi és dzsúrjó osztályokat is, mivel az ebben versenyző birkózók (akiket rikisi helyett a megtisztelőbb szekitori összefoglaló névvel szokás illetni) teljes fizetést kapnak és a "gyakorlókkal" szemben őket profiknak tekintik.

### Szanjaku
A szanjaku (三役) szó szerinti fordítása "a három rang", a valóságban azonban négy rangot jelent. Az eltérés abból fakad, hogy eredetileg a jokozuna egy speciális jogosultsággal bíró ózeki volt: egy díszes, különleges övet hordhatott a derekán és ő hajthatta végre a belépési ceremóniát. Manapság a szanjaku egy rugalmasan értelmezett kifejezés, mivel a szumó legfelső két rangja egymástól és az alatta lévőektől is nagy mértékben különbözik. Eszerint a szanjaku kifejezést néha csak a makuucsi alsó három, máskor pedig az alsó kettő (szekivake, komuszubi) rangjára használják.
Szekivake és komuszubi rangú szekitori a banzuke mindkét oldalán (keleti és nyugati) van legalább egy-egy, de lehet ennél több is. Jokozunából általában legalább egy szokott lenni, bár nem kötelező, sőt, előfordul, hogy nincs jokozuna, de olyan is, hogy nincs aktív ózeki. Ha egynél több jokozuna van, de ózekiből csak egy, akkor az alacsonyabb rangú jokozuna átminősül jokozuna-ózekivé. Arra viszont még nem volt példa, hogy a jokozunák és ózekik együttes száma ne érje el a kettőt.
A szanjaku csoportba tartozó rangúaknak vannak különleges kiváltságai de kötelezettségei is. Bármely birkózó, aki eléri ezen rangok valamelyikét, jogosulttá válik arra, hogy tagsági jogot vásároljon a Japán Szumószövetségben, attól függetlenül, hogy hány tornán vett részt a makuucsi osztályban. Felkérhetik őket arra, hogy képviseljék a szumóközösséget bizonyos kiemelt alkalmakkor, például amikor a Szumószövetség elnöke hivatalos beszédet tart egy-egy torna elején és végén, a szanjakuk az övüket viselve körbeveszik őt. Ezen kívül őket kérik fel arra, hogy működjenek közre fontos vendégek (például a japán Császár) fogadásánál.
A szanjaku két csoportra osztható: rangidősekre (jokozuna, ózeki) és a juniorokra (szekivake, komuszubi). A szenioroknak magasabb a fizetésük, viszont speciális feltételeknek kell megfelelniük az előléptetéshez. Ugyanakkor különleges kiváltságaik vannak: több junior rikisi segíti (valójában inkább szolgálja) őket, jogosultak leülni a Szumószövetség tagjai számára fenntartott helyekre a tornákon (ezek a dohjó közvetlen közelében vannak), továbbá szavazati joggal rendelkeznek a Szövetség vezetői tisztségviselőinek megválasztásánál.
A rangidősektől elvárják, hogy képviseljék a szumóbirkózók érdekeit a Szövetség felé, továbbá hogy népszerűsítsék a szumót, segítsenek a hirdetéseknél és vegyenek részt a szponzori eseményeken.
A junioroknak kevesebb kötelezettsége van, viszont ők is versenyben vannak a tornák különdíjaiért (szansó vagyis "három díj").

## Dzsúrjó

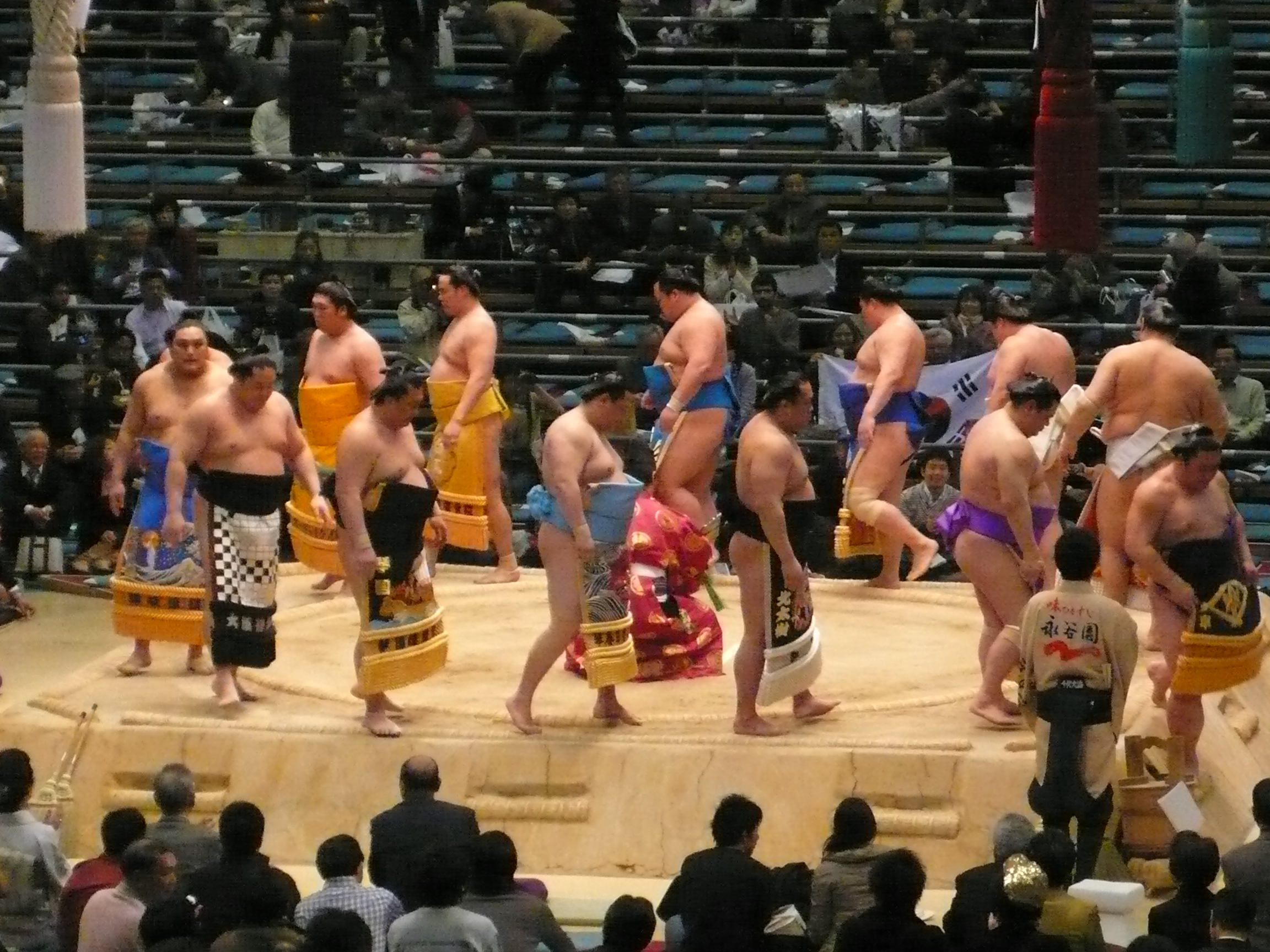
Dzsúrjó dohjó-iri

A dzsúrjó (十両), a második legmagasabb osztály, itt a birkózók maximális száma 28. Az elnevezés szó szerinti fordításban "tíz rjó"-t jelent, mely arra az összegre utal, amennyit ebben az osztályban régen keresni lehetett. A dzsúrjó hivatalos neve valójában dzsumaime(十枚目), ez "tizedik helyezés"-t jelent. A hivatalos bejelentések és kiadványok ezt a kifejezést használják, viszont szinte minden egyéb esetben dzsúrjóként hivatkoznak erre az osztályra. Ahogy a makuucsi osztály birkózóit, úgy a dzsúrjóéit is szekitorinak nevezik, ők ugyanúgy havi fizetést kapnak és számos egyéb előnyt élveznek az alsóbb divíziók rikisijeivel szemben. A dzsúrjó alatti osztályok birkózóit még képzés alatt állónak tekintik, ők teljes havi fizetés helyett inkább csak juttatásokat kapnak.
Ebben az osztályban a birkózók makuucsi társaikkal együtt a tornák minden napján küzdenek (egyszer), tehát egy tornán összesen legfeljebb tizenöt alkalommal (sérülés miatt lehet, hogy ennél kevesebbszer). Ha valaki a makuucsiból megsérül, előfordulhat, hogy egy kimagasló mérlegű dzsúrjó szekitori a legmagasabb osztályból kap ellenfelet a torna hátralévő napjain; ezzel a szervezők (többek között a bírók: a simpan-ii és a gjódzsik) próbálják elősegíteni a két osztály közötti átjárást.
Amint egy birkózó belép a dzsúrjóba profi szumósnak számít, aki jelentős összegű fizetést kap és akinek különböző kiváltságai vannak. Emiatt a változás miatt a dzsúrjóba való előléptetést a torna után pár nappal már bejelentik, míg a többi, alacsonyabb osztály közötti mozgást csak hetekkel később közli a Japán Szumószövetség.

## Makusita

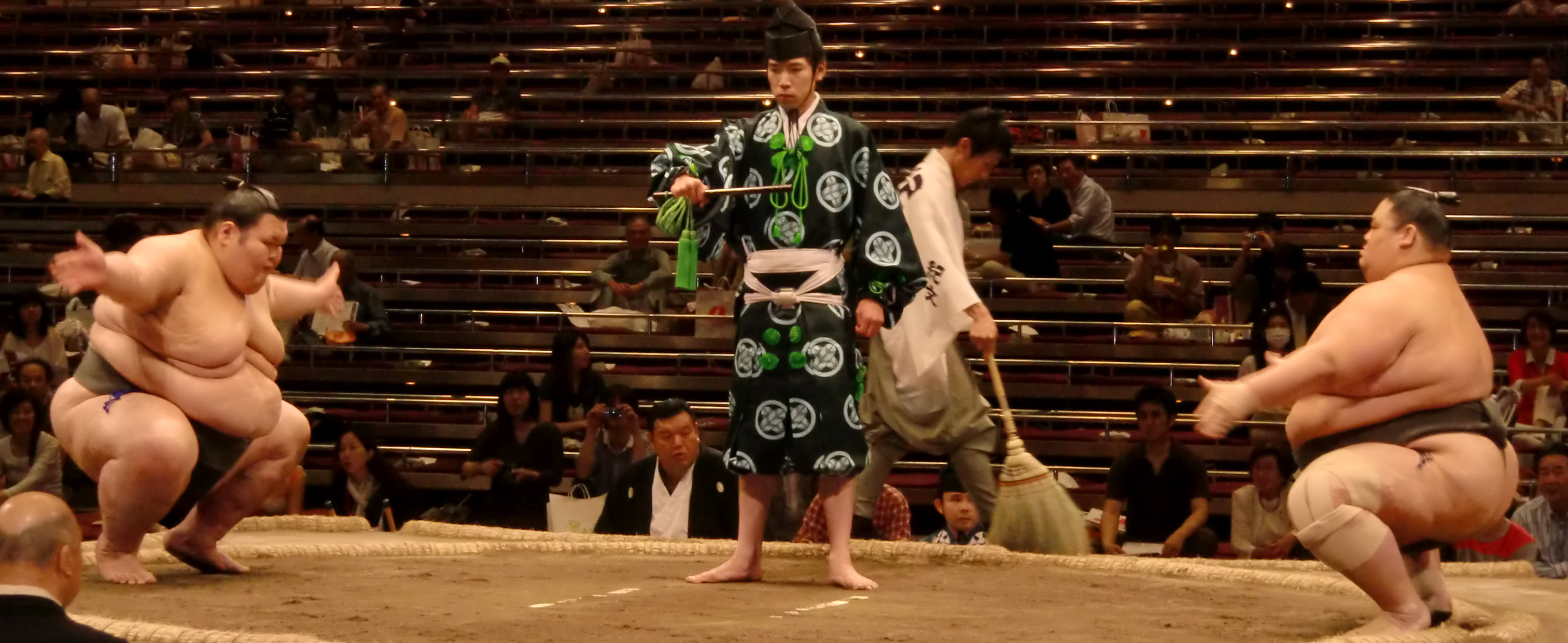
Egy makusita küzdelem

A makusita (幕下) a harmadik legmagasabb osztály. A dzsúrjó létrehozása előtt közvetlenül a makuucsi után következett. A makusita szó jelentése "függöny (maku) alatt (sita)", melyet talán szerencsésebb a "függöny közelében"-nek érteni a jelentéstartalmat lásd a makuucsinál.
A jelenlegi rendszerben 120 birkózó tartozik a makusitába, 60 nyugati és 60 keleti rikisi, ez az égtájak szerinti felosztás egyébként a banzukén (kalligrafikus versenytáblázat) is jól nyomon követhető. A szekitorikkal ellentétben ettől az osztálytól lefelé a birkózók már csak hét alkalommal küzdenek a tornákon, nagyjából kétnaponta egyszer.
Az általános vélekedés szerint a makusita osztálybeli szereplés számít az első lépésnek a profi szumóssá, vagyis szekitorivá válás útján, ezzel együtt jár az is, hogy talán ebben az osztályban a legkeményebb a verseny. Szép számmal vannak itt feltörekvő tehetségek, a jövő nagy harcosai, csakúgy, mint a dzsúrjóból kiszorult, a rangjukat visszanyerni igyekvő, tapasztaltabb birkózók. A legfőbb ösztönző erő a legfelső makusita és a legalsó dzsúrjó rangok közötti, számszerűsítve apró, viszont kiváltságokban hatalmas különbség; ezt sokszor szokták a mennyország és a pokol viszonyához hasonlítani, ugyanis a makusita és annál alacsonyabb osztályúak rákényszerülnek a heja körüli alantas munkák végzésére, mi több a szekitorik kiszolgálására, míg a dzsúrjótól fölfelé már a birkózó az, akit kiszolgálnak az alacsonyabb rangúak. Ezen felül természetesen a magasabb fizetés elérésének lehetősége is ösztönzőleg hat, a makusiták ugyanis csak szerény összegű megélhetési hozzájárulást kapnak.
Ha egy rikisi az osztály felső 30 tagjának egyike és megnyeri mind a hét küzdelmét egy tornán, akkor minden további feltétel nélkül fellép a dzsúrjóba. Az osztály bármely más birkózója, aki ilyen mérleget tud felmutatni, a felső 30-ba kerül. A fentiekből következően két egymást követő tornán a makusitában elért hibátlan mérleg automatikus továbblépést jelent a dzsúrjóba.
A makusita legmagasabb rangú rikisijei (tehát akik dzsúrjóba való előléptetése várható) esetenként dzsúrjó osztályú birkózókkal is megküzdenek a számukra kijelölt hét összecsapás során, sőt. Vannak továbbá, akik extra lehetőséghez jutnak: nyolcadik alkalommal is küzdhetnek egy tornán. Ez a ráadás olyan esetekben szokott beleférni a programba, ha egy szekitori megsérül és nem tudja folytatni a tornát. Általában olyan makusita kap lehetőséget aki make-kosi-t, tehát 3-4-es vagy annál rosszabb mérleget ért el. Ez jó lehetőség a javításra, mivel az ilyen küzdelem során elért győzelem beleszámít a mérlegbe, a vereség viszont nem. Amikor erre a küzdelemre sor kerül, a makusita a szekitorikhoz hasonlóan már teljes oicsó-mage stílusúra készítteti a haját, viszont még mindig az egyszerűbb pamut mavasit (övet) kell felvennie.
A makusita kifejezést nem csak a konkrét osztályra lehet alkalmazni, jelentheti az összes dzsúrjó alatti osztályt is, mivel mind a négy alsó osztályban versenyző összes rikisi még képzés alatt állónak minősül.

## Szandanme

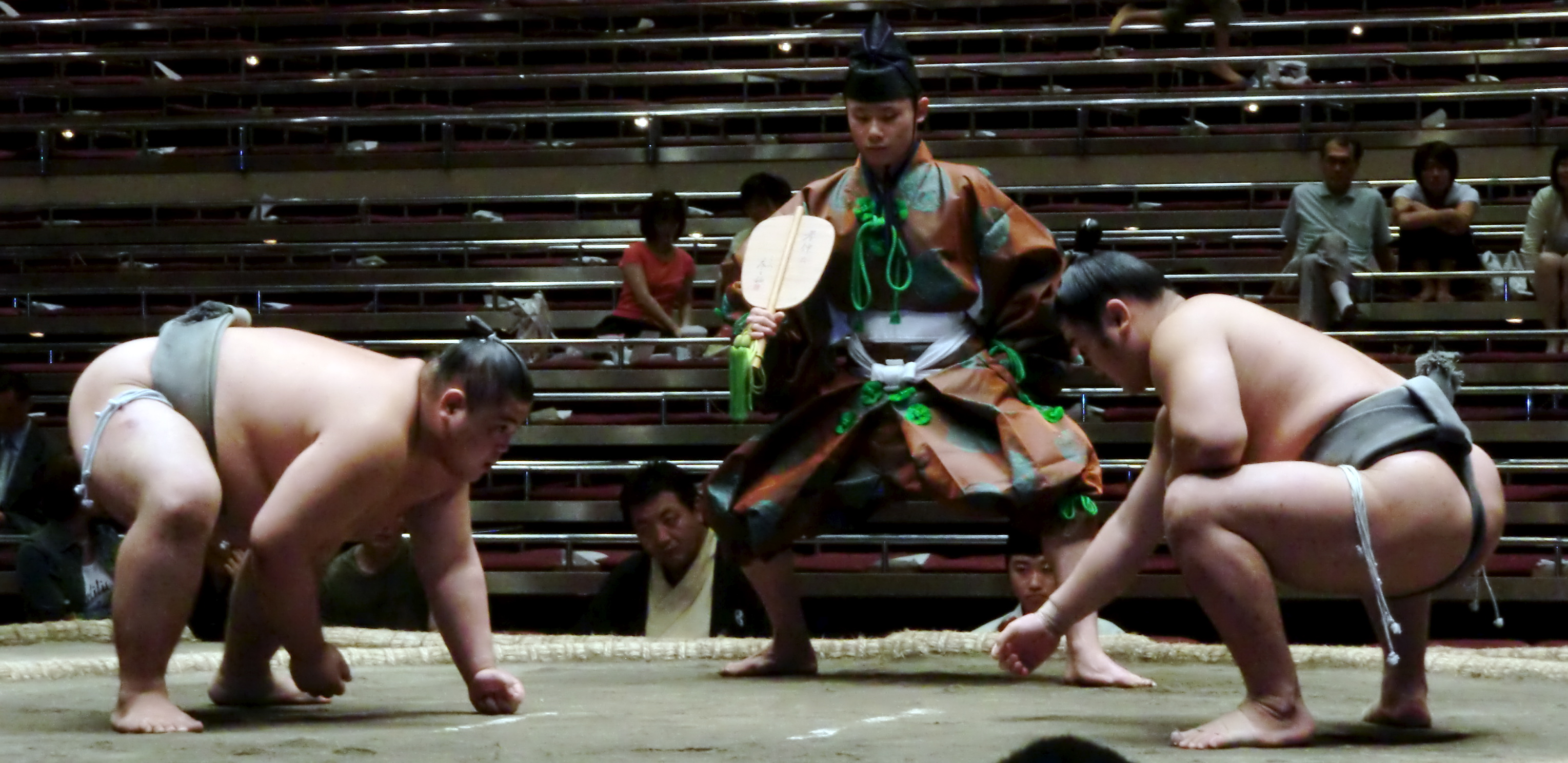
Egy szandanme küzdelem

A szandanme (三段目) felülről a negyedik osztály. Ezen szint elérése jelenti az első komoly fordulópontot a birkózó életében. Innentől kezdve hordhat jobb minőségű ruhákat, név szerint már nem kell getát (tradicionális japán fasaru) hordania, továbbá viselhet haorit (hosszú felül-öltözet, egyfajta köntös) is a jukatán (nyári kimonó) felül.
Az osztály létszáma 200-ban meghatározott, továbbá a szandanmék szintén csak hét küzdelmet vívnak egy tornán.

## Dzsonidan

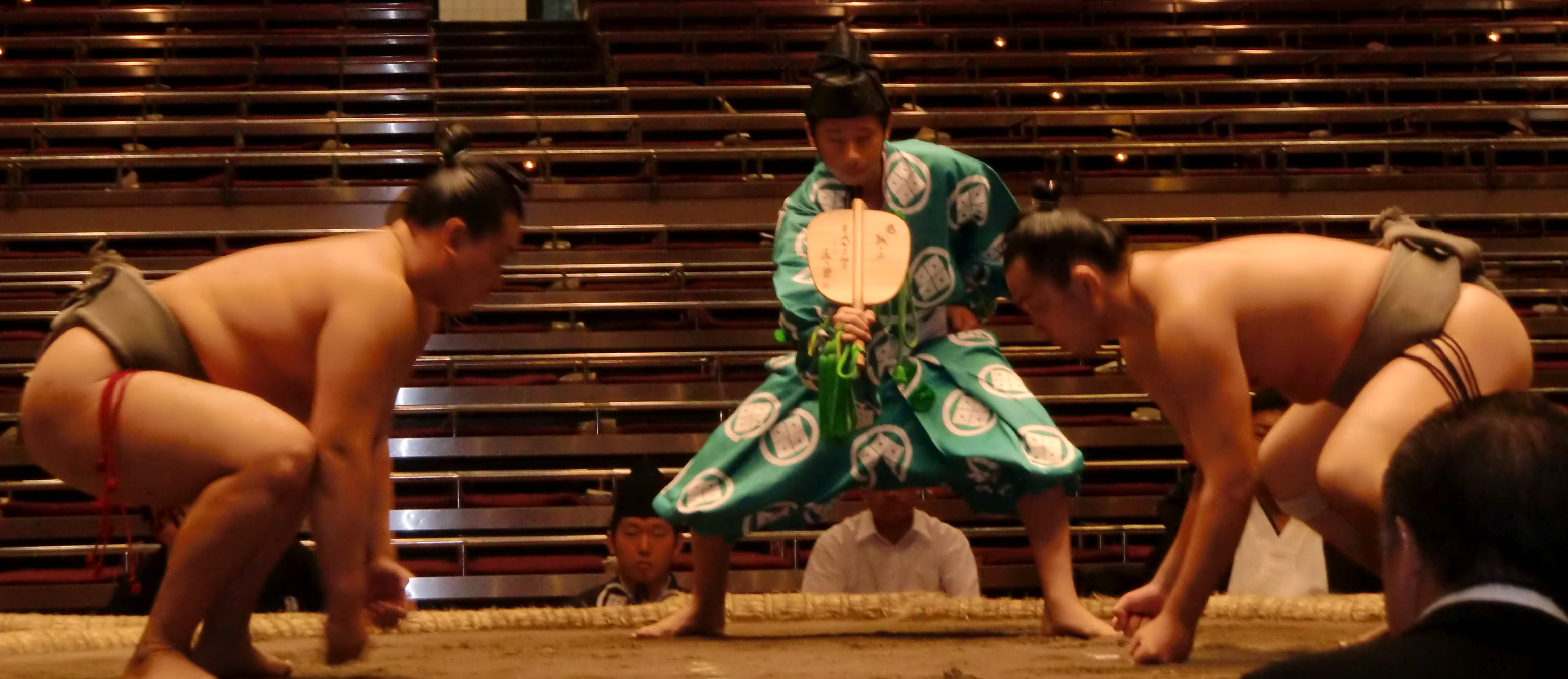
Egy dzsonidan küzdelem

A dzsonidan (序二段) alulról a második osztály. A felette lévő osztályoktól eltérően a létszám itt nincs korlátozva annak ellenére sem, hogy általában ez a legnépesebb osztálya a tornáknak (200-250 fő körül). Ebben az osztályban is hétszer kell a rikisiknek küzdeniük, következésképp sok egyforma eredmény születik; ennek és a nagy létszámnak köszönhetően általában rájátszás következik a torna utolsó napján.
Ebben az osztályban tilos haorit viselni, a rikisinek télen is vékony, pamut jukatában kell járnia. Getát kötelező hordania. Ezen felül sokszor a legmocskosabb, legmegalázóbb heja körüli feladatok jutnak nekik.

## Dzsonokucsi

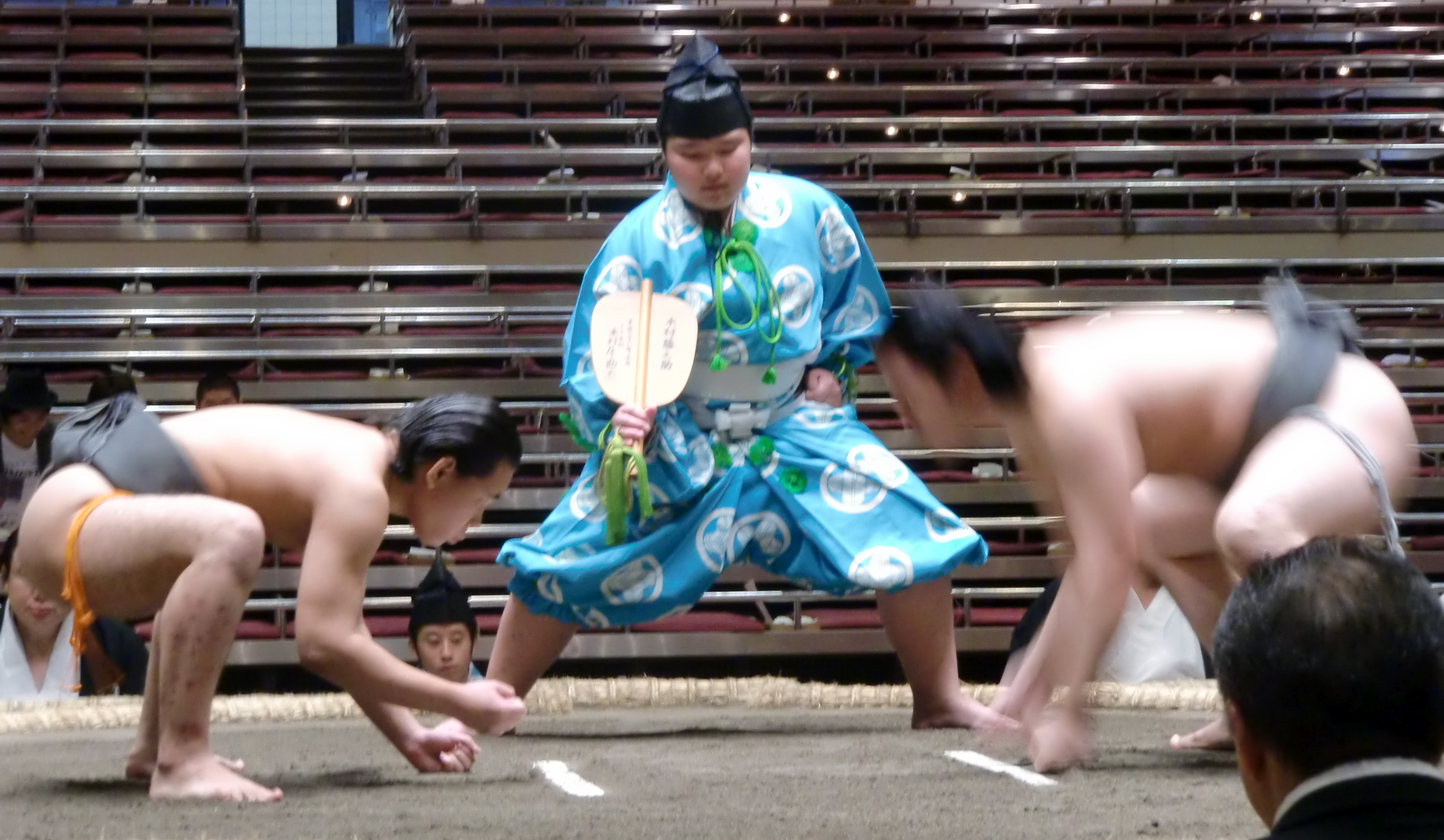
Egy dzsonokucsi küzdelem

A dzsonokucsi (序ノ口 vagy 序の口) a legalsó osztály. Minden szumós innen indul, kivéve azok, akik sikeres amatőr karriert követően különleges engedélyt kaptak a makusita vagy szandanme osztályokban való kezdéshez. A kezdőkön kívül a hosszan tartó sérülés miatt visszasorolt rikisik is visszacsúszhatnak ide.
A kezdő szumóbirkózó dzsonokucsibeli első rangja a maezumó tornán (szó szerinti fordításban "szumó előtt") nyújtott teljesítménye alapján dől el, ezt a tornát a honbasókkal egyszerre szokták megrendezni. A dzsonokucsi osztály létszáma 40 és 90 között erősen változó, a legtöbben a májusi tornákon szoktak lenni, mert általában márciusban, a japán iskolai év végén jön a legtöbb újonc a hejákhoz. A többi alsó osztályhoz hasonlóan a rikisik itt is hétszer küzdenek a tornán. Ez az osztály az egyetlen, ahol a birkózókat félig-meddig rendszeresen előléptetik még negatív mérleggel is az újonnan beáramló teljesen kezdők miatt.
A dzsonokucsi szóval szokták kifejezni azt is, ha valami épp csak elkezdődött.